# Couvre-casque

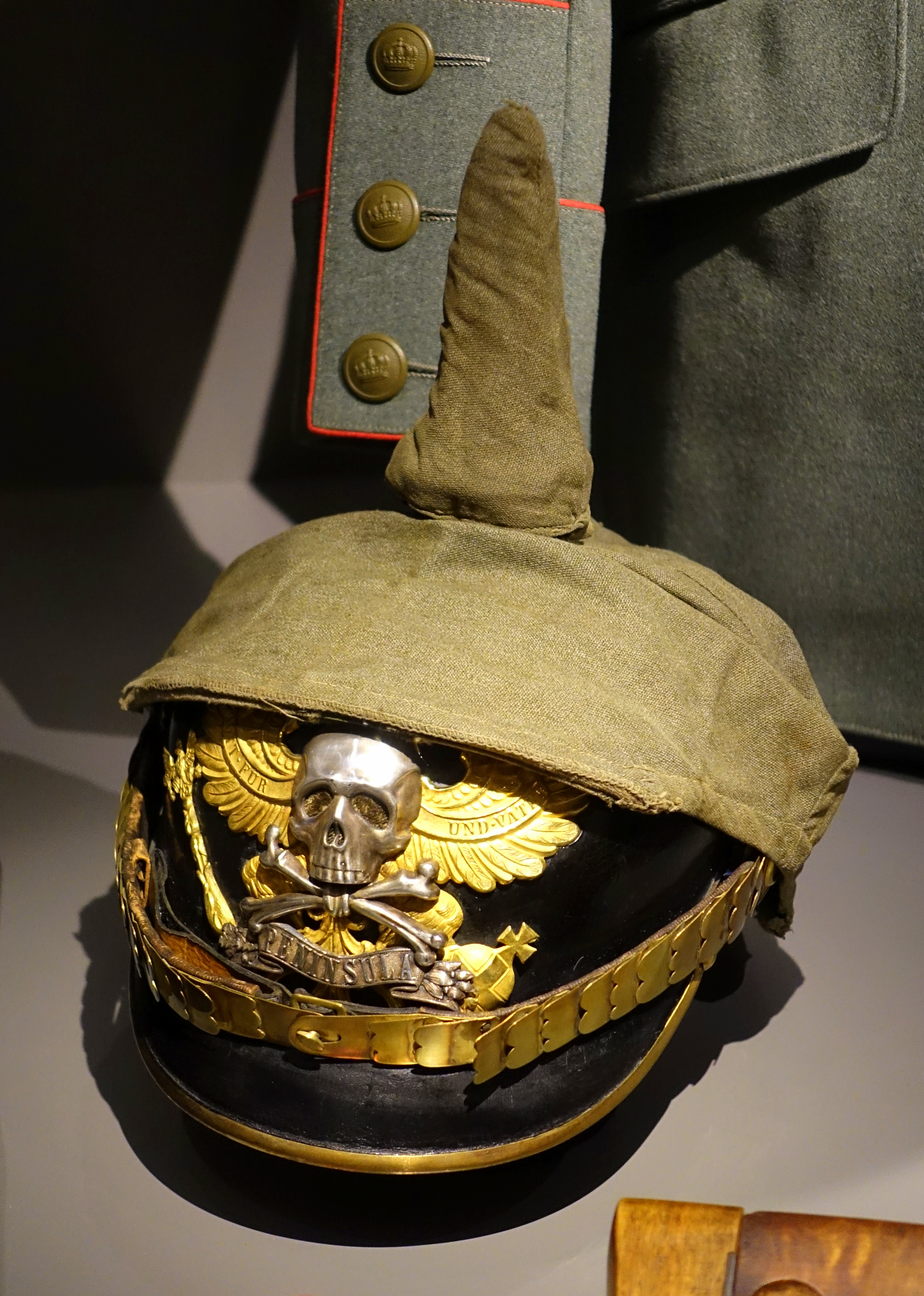
Pickelhaube à moitié couvert exposé au Braunschweigisches Landesmuseum, à Brunswick, en Allemagne.

Le couvre-casque est un revêtement en tissu à motif camouflage qui recouvre le casque militaire à des fins de protection et de camouflage. Les couvre-casques modernes sont fabriqués avec des tissus plus avancés et utilisent camouflage à motif digital,. L'Armée israélienne utilise un couvre-casque unique appelé mitznefet, du nom du turban du grand prêtre à l'époque biblique,.

## Historique

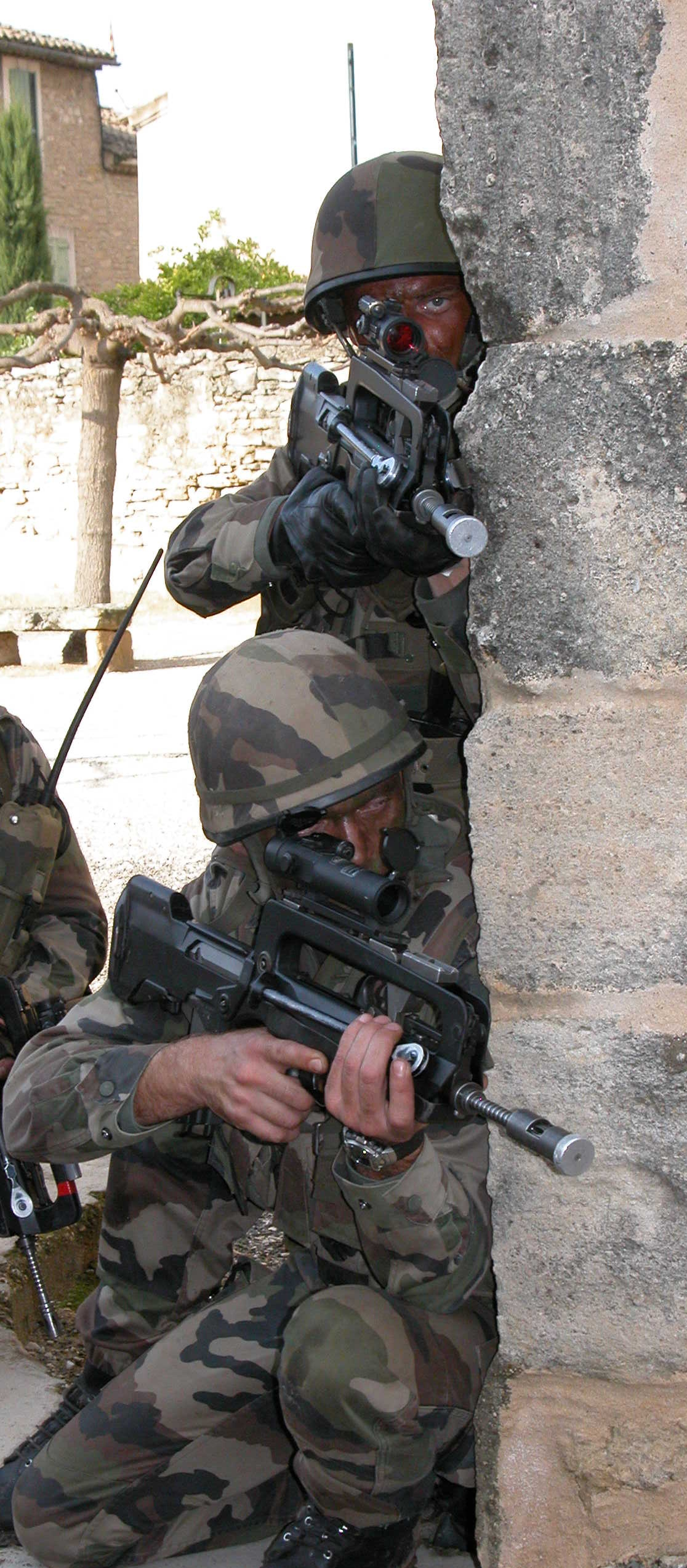
Légionnaires du 2e REI avec couvre-casque.

Les couvre-casques initiaux étaient les housses en tissu utilisées pour couvrir les shakos de campagne, puis les képis, au cours du XIXe siècle. De même, à partir de 1892, le casque à pointe allemand était recouvert d'une cape lorsqu'il était en campagne.
Les couvre-casques du type actuel sont apparus pendant la Première Guerre mondiale, dans le contexte de la guerre des tranchées sur le front de l'Ouest (France, 1915 ; Royaume-Uni, 1916), mais aussi sur le front alpin (Italie, 1916), et devaient quant à eux masquer le contour du casque et éviter les reflets ; ils étaient généralement unis et de couleur uniforme. Malgré les précédentes housses appliquées sur le casque à pointe, l'armée allemande n'a pas fourni de housses pour le casque modèle 1916 : les soldats fabriquaient les housses à la main ou peignaient directement sur la surface du casque ; procédure, officialisée et systématisée en 1918, selon les directives du camouflage géométrique multicolore. Les capes faites à la main étaient utilisées dans l'armée austro-hongroise en 1917-1918. À partir de 1916, des capes blanches (véritables couvre-casques de camouflage au sens plein) sont distribuées aux troupes de montagne italiennes, allemandes et austro-hongroises.
Au cours des années 1930, des capes de camouflage multicolores pour les environnements forestiers ont commencé à apparaître ; les premiers furent probablement ceux de la Waffen-SS (vers 1936). En fait, le couvre-casque était la deuxième pièce de vêtement militaire sur laquelle le camouflage était appliqué, juste après les tentes poncho. Depuis, de nombreux modèles sont réversibles, avec un côté plus clair pour le printemps-été et un côté plus foncé pour l'automne-hiver.

## Modernité
Les couvre-casques sont généralement fabriqués à partir de toile ou de coton et sont disponibles dans de nombreux dessins de camouflage, par exemple: forêts, désert ou urbain, et de différents motifs de camouflage comme le camouflage Europe centrale, le MARPAT, le CADPAT ou encore l'ACUPAT. Il peut également être utilisé pour des missions de maintien de la paix des Nations unies, il est alors de couleur bleu ONU. Les couvre-casques sont généralement de couleur mate pour éviter toute réflexion.
Les couvre-casques sont fixés sur le casque de différentes manières, avec une pièce de caoutchouc qui enserre le pourtour du bord du casque, permettant un changement facile. Il existe aussi des versions avec de cordons et des types qui sont attachés au système de suspension du casque.
Les couvre-casques sont utilisés par la plupart des armées et ont le même type de camouflage que l'uniforme du pays, mais certaines armées ont des couvre-casques différents de l'uniforme. Par exemple, l'armée autrichienne dispose de plusieurs couvre-casques différents et n'a pas de couvre-casque standard pour l'ensemble de ses soldats.